# Iglesia de San Miguel Arcángel y San Juan Bautista
La iglesia de San Miguel Arcángel y San Juan Bautista (en lituano: Šv. arkangelo Mykolo ir Jono Krikštytojo bažnyčia) es un edificio religioso católico que se localiza en el pueblo de Jieznas del distrito de Prienai, Lituania.

## Historia
Es posible que la iglesia de Jieznas fuera construida en el siglo XVI. En 1611 es mencionada como una iglesia evangélica reformada pero en 1640 estaba dentro del inventario de la Iglesia católica. Al pastor se le entregaron dos medias casas en 1643 y se le obligó a construir una iglesia de ladrillo. Stepon Kristupas Pac se encargó de la construcción en 1655 y consagrada en 1670 por iniciativa del canciller del Gran Ducado de Lituania, Krzysztof Zygmunt Pac. 
Al final se estableció una escuela parroquial en el siglo XVIII. Alrededor de 1765 se instaló un nuevo cementerio, eliminando los antiguos cementerios cerca de la iglesia, en la orilla del lago Jiezno. A iniciativa de Antanas y Teresė Pac, la iglesia fue ampliada y decorada con frescos  en 1768-1772, construyendo además 2 torres, un presbiterio y dos sacristías laterales. La iglesia fue consagrada por segunda vez en 1772 y en 1794. El templo fue robado por soldados rusos. Después de que se agrietaran las bóvedas de la iglesia, en 1872 el gobierno ruso también permitió reparaciones en 1876 y asignó 4.000 rublos para trabajos de restauración. Después de 1876, la pintura mural restaurada. 
Tras la Segunda Guerra Mundial, el pastor de Jieznas, Vincentas Vaičiulis, fue arrestado y exiliado a Siberia, logrando regresar a Lituania en 1960. El pastor Bronius Bulika renovó la iglesia, arregló los alrededores y construyó una cruz en el cementerio.

## Arquitectura
La iglesia es de estilo barroco, de planta rectangular (41 × 18 m) y una sola nave con una cripta. Los restos de la casa de Pac y otros nobles están enterrados en las criptas.  
La iglesia tiene obras de arte como Miguel Arcángel (1875) de Nikodim Silivánovich.

## Galería

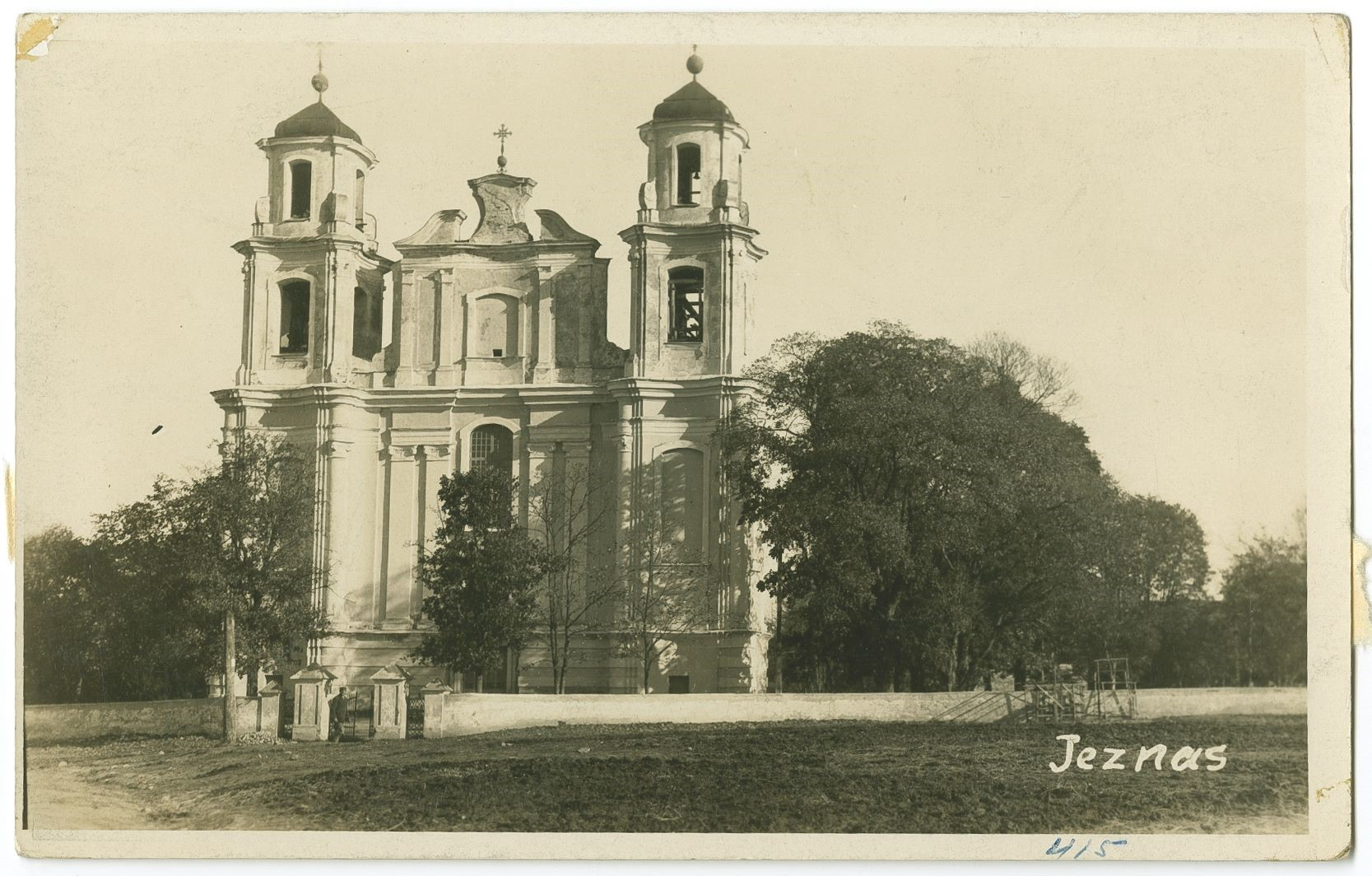
Iglesia en la década de 1920
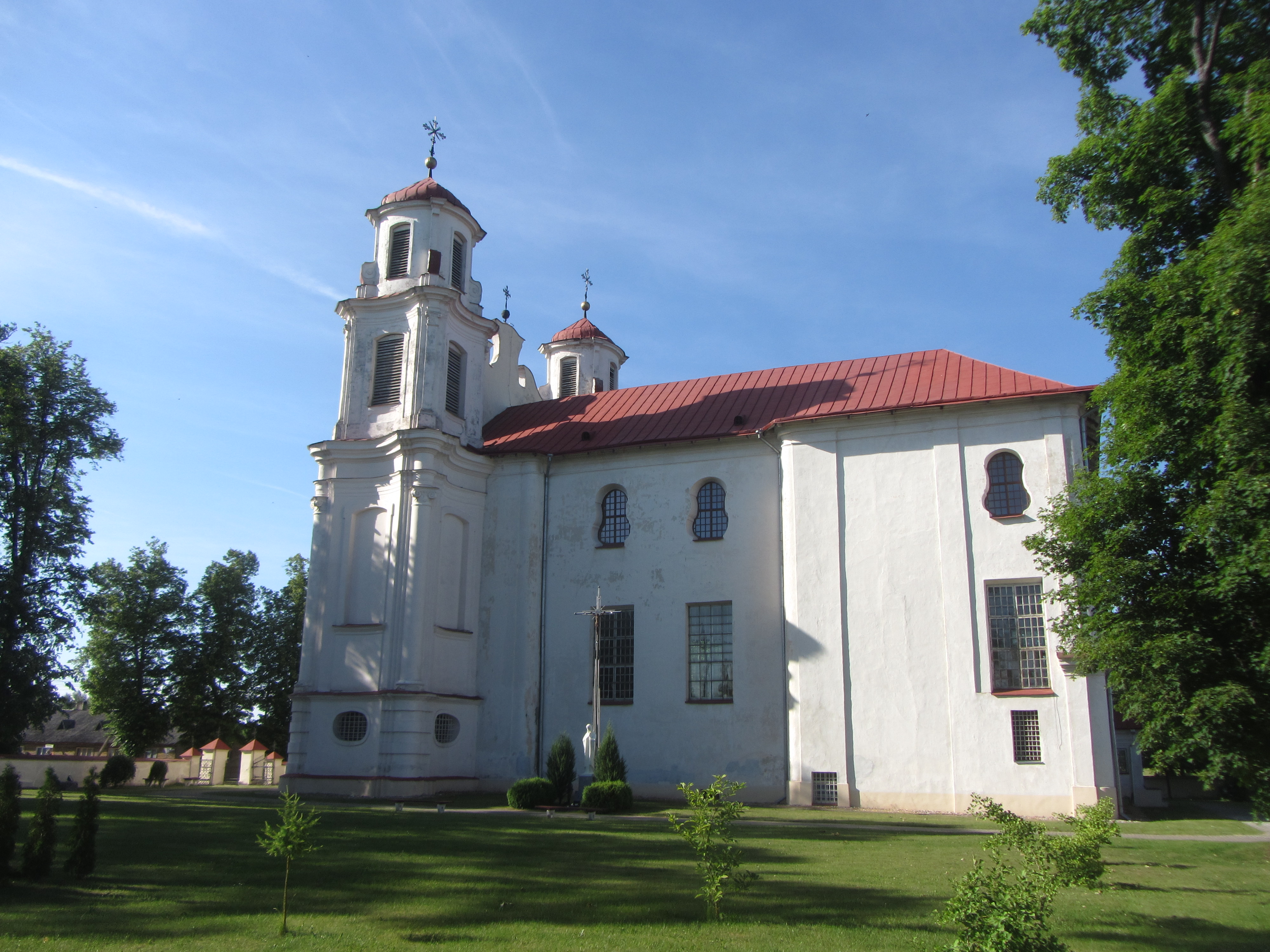
Lateral de la iglesia
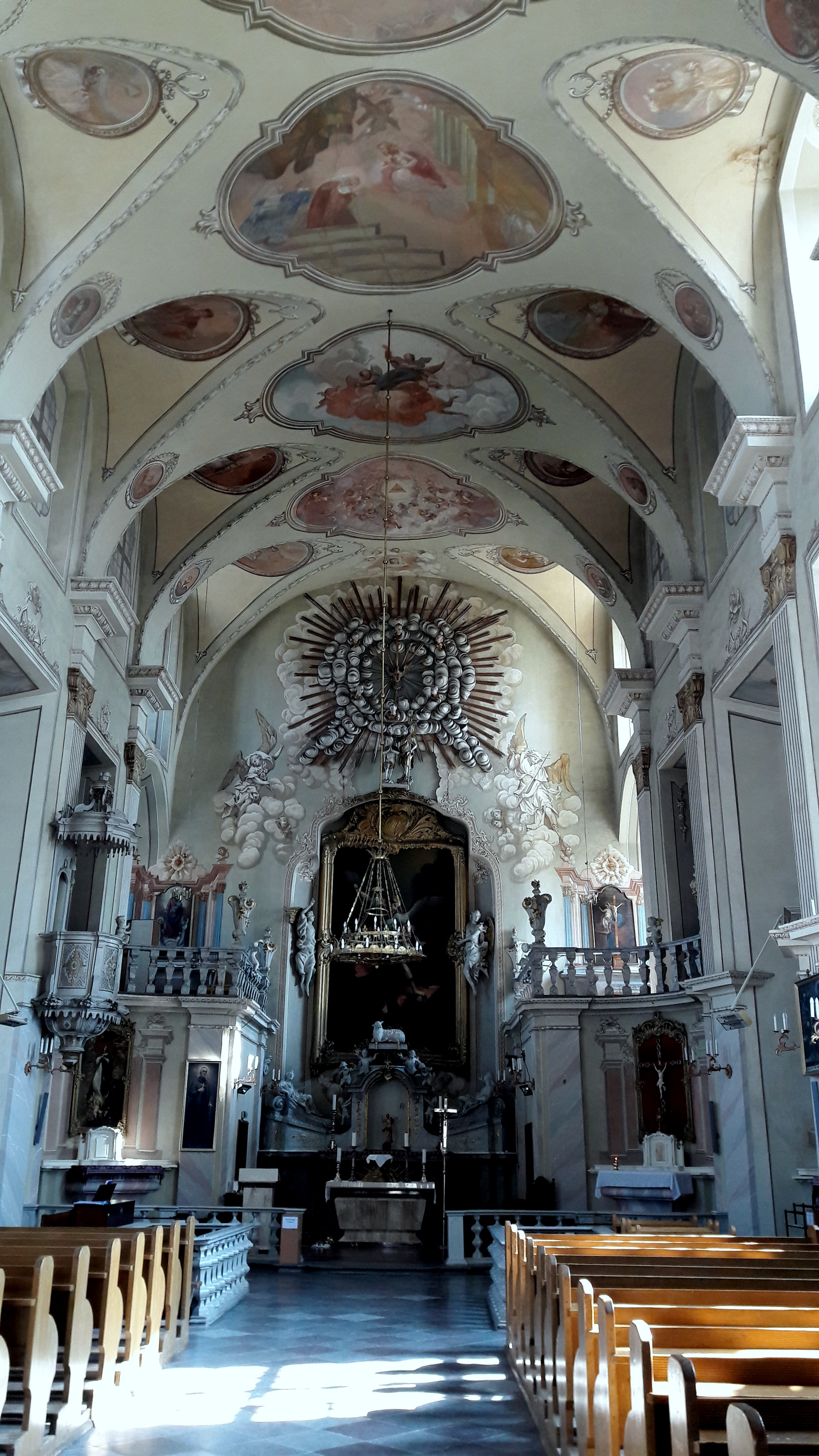
Interior de la iglesia
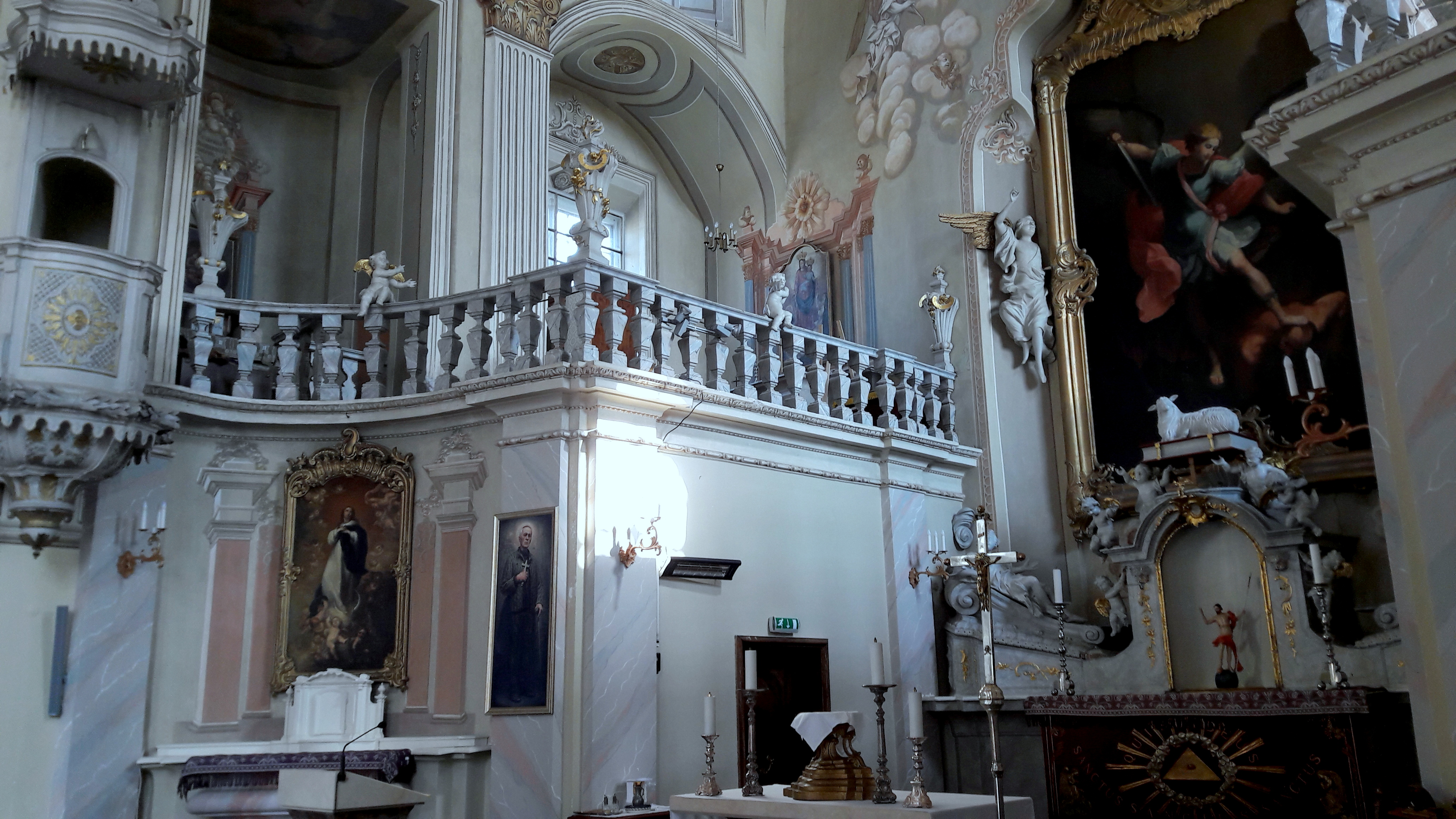
Altar mayor